# Mesocricetus brandti
El hámster turco (Mesocricetus brandti) es una especie de roedor miomorfo de la familia Cricetidae. No se reconocen subespecies. Es una especie de hámster estrechamente relacionado con el hámster sirio. Se utiliza como animal de laboratorio, pero no es habitual como animal doméstico por ser agresivo.[cita requerida]